# تشارلز سميث (لاعب كرة سلة مواليد 1967)
تشارلز سميث (بالإنجليزية: Charles Smith)‏ مواليد 29 نوفمبر 1967 في واشنطن العاصمة، هو لاعب كرة سلة أمريكي سابق. بدأ مسيرته الاحترافية في سنة 1989. يبلغ طوله 6 قدم 1 بوصة (1.9 م). مثّل منتخب بلاده. شارك في دورة الألعاب الأولمبية الصيفية سنة 1988. اعتزل اللعب في 2001.

## المسيرة الاحترافية
لعب مع بوسطن سيلتكس في موسم 1989–1990، ثم لعب مع بوسطن سيلتكس في سنة 1991، ثم لعب مع مينيسوتا تمبر ولفز في سنة 1995.

## الميداليات
| الميدالية | المسابقة                       |
| --------- | ------------------------------ |
| برونزية   | الألعاب الأولمبية الصيفية 1988 |

## روابط خارجية
- تشارلز سميث على موقع إن بي أي (الإنجليزية)
- تشارلز سميث على موقع سبورتس رفرنس (الإنجليزية)
- تشارلز سميث على موقع الدوري الإسباني لكرة السلة (الإسبانية)
- تشارلز سميث على موقع كرة السلة الأوروبية.كوم (الإنجليزية)
- تشارلز سميث على موقع كلية كرة السلة في سبورتس رفرنس.كوم (الإنجليزية)
- تشارلز سميث على موقع ريلجم (الإنجليزية)
- تشارلز سميث على موقع سبورتس رفرنس (الإنجليزية)
- تشارلز سميث على موقع أوليمبيديا (الإنجليزية)